# Renato Palumbo

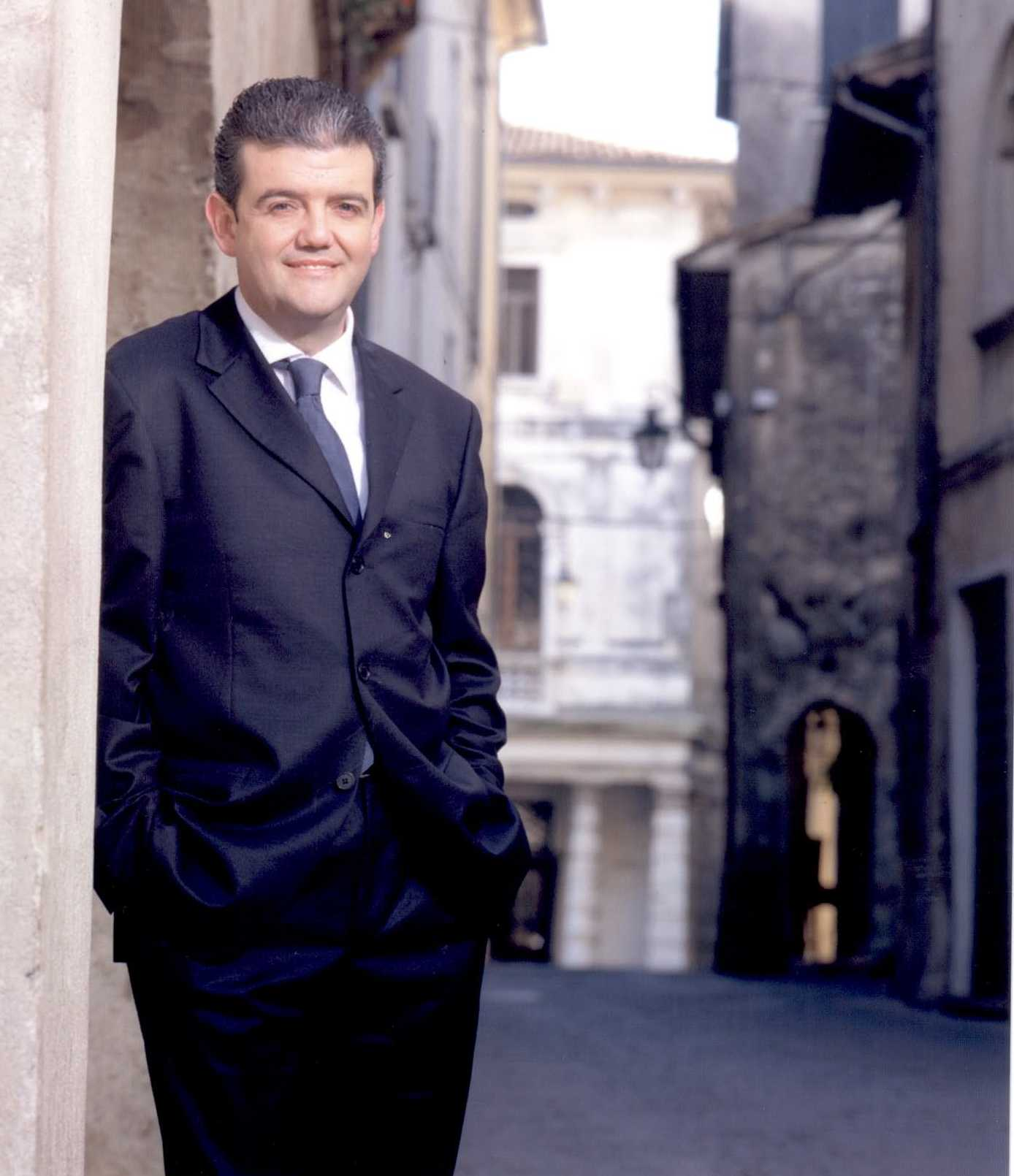
Renato Palumbo

Renato Palumbo (Montebelluna, 27 luglio 1963) è un direttore d'orchestra italiano.

## Biografia
Inizia sin da giovane lo studio della musica dedicandosi al pianoforte ma anche al canto, alla composizione e alla direzione d'orchestra. Già a sedici anni sale per la prima volta sul podio per dirigere la Teresien Messe di Haydn.
Si dedica poi al teatro d'opera come maestro collaboratore, accompagnatore e suggeritore, acquisendo rapidamente esperienza. È fondatore e primo direttore del Coro Cilea di Reggio Calabria. Nel 1981 dirige per la prima volta un'opera debuttando con Il trovatore di Giuseppe Verdi. Viene quindi invitato a dirigere ad Istanbul ed in seguito gli viene proposto un contratto di sei anni alla guida del Teatro dell'Opera della metropoli turca. Ha inizio così la sua carriera di direttore, che lo porterà in giro per il mondo a dirigere nei teatri d'opera e nelle sale da concerto d'Europa, Stati Uniti, Asia e Africa. In questo periodo diviene direttore principale del Teatro dell'Opera di Città del Capo. È direttore musicale del festival di Macao per nove anni, fino al 1999.
Nel 2006 viene nominato direttore principale della Deutsche Oper Berlin dove rimane fino al 2007 quando risolve anticipatamente il contratto con l'ente lirico tedesco.

## Cronologia essenziale
1998
Mese mariano e Il re Festival della Valle d'Itria, Martina Franca
1999
Der Fliegende Holländer Kulturzentrum, Macao (con Bernd Weikl, Elizabeth Connell)
Simon Boccanegra Festival della Valle d'Itria, Martina Franca
Carmen Arena di Verona
I due Foscari Circuito Lirico Lombardo
2000
Les contes d'Hoffmann Teatro dell'Opera di Roma
Robert le diable Festival della Valle d'Itria, Martina Franca
Sly Teatro Regio di Torino
2002
Les Huguenots Festival della Valle d'Itria, Martina Franca
Lucrezia Borgia per il Teatro alla Scala di Milano (Teatro degli Arcimboldi) ripreso dalla RAI
2003
I lombardi alla prima crociata Teatro Regio di Parma
Adina Rossini Opera Festival di Pesaro
La traviata Teatro Regio di Parma
2004
Andrea Chénier Teatro Comunale di Bologna
Beatrice di Tenda Teatro alla Scala di Milano (Arcimboldi)
Hans Heiling Teatro Lirico di Cagliari
Elisabetta regina d'Inghilterra Rossini Opera Festival di Pesaro
La traviata Wiener Staatsoper
2005
Il trovatore Teatro Regio di Torino
Bianca e Falliero Rossini Opera Festival di Pesaro
2006
Il trovatore Teatro Regio di Parma
La cenerentola Teatro Carlo Felice di Genova
Germania Berlin Deutsche Oper
2007
Manon Lescaut Liceu di Barcelona
Rigoletto Covent Garden - Royal Opera House Londra
Otello Rossini Opera Festival di Pesaro
I vespri siciliani Teatro Carlo Felice di Genova
2008
Rigoletto Teatro Regio di Torino
La battaglia di Legnano Palacio Euskalduna di Bilbao
Aida e Rigoletto Arena di Verona
I due Foscari Palacio Euskalduna di Bilbao
Don Carlo Staatsoper di Vienna
2009
Cavalleria rusticana e Pagliacci Chicago Lyric Opera
Un ballo in maschera Opéra di Parigi
Adriana Lecouvreur Teatro Regio di Torino
Tosca Teatro Petruzzelli di Bari (Teatro Piccinni)
Ernani Lyric Opera Chicago
Turandot Teatro Petruzzelli di Bari (inaugurazione teatro ricostruito)
2010
Manon Lescaut Teatro La Fenice di Venezia
Un ballo in maschera ABAO di Bilbao
Mefistofele Teatro dell'Opera di Roma
Macbeth Lyric Opera Chicago
Il corsaro Abao Bilbao (prima rappresentazione assoluta in Spagna dell'opera)
2011
I due Foscari Teatro Verdi di Trieste
Concerto sinfonico (Mozart e Chaikovskij) Teatro Petruzzelli di Bari
Les huguenots Teatro Real de Madrid
Tosca Opéra de Paris
Tosca Teatro Réal de Madrid
La traviata Gran Teatro La Fenice di Venezia
Ernani Bunka Kaikan Theater, Tokyo (tournée Teatro Comunale di Bologna)
Il trovatore Teatro Massimo, Palermo
Carmen Teatro Massimo, Palermo
Requiem di G. Verdi, Poznam
2012
Aida Lyric Opera, Chicago
La forza del destino, Teatro Colon de Buenos Aires
Un ballo in maschera Teatro Regio di Torino
Aida Gran Teatre de Liceu de Barcelona
La forza del destino Gran Teatre de Liceu de Barcelona
Il trovatore Teatro Comunale di Bologna
2013
Andrea Chénier Teatro Regio di Torino
La bohème Teatro Regio di Torino
Nabucco Teatro Regio di Parma
Nabucco Teatro Massimo di Palermo
Madama Butterfly Teatro delle Muse Franco Corelli di Ancona
Aida State Theatre di Melbourne
Macbeth, Teatro Lirico di Cagliari
Tosca, Terme di caracalla, Roma
Attila, Opéra Royal de Wallonie de Liège

## Progetti
Renato Palumbo si dedica anche all'insegnamento. Partecipa annualmente ai corsi per giovani cantanti lirici che si tengono a fine agosto a Belluno (fra gli altri docenti William Matteuzzi, Vincenzo Bello, Stella Silva). È inoltre uno dei direttori più impegnati nell'ambito del progetto TuttoVerdi dell'Abao di Bilbao, che lo vede regolarmente in cartellone; in particolare nel 2010 ha diretto Un ballo in maschera in febbraio e Il corsaro in novembre. Dopo l'Aida a Chicago nella stagione 2011/2012 tornerà anche a Bologna (Il trovatore novembre 2012) e Barcellona (Aida e La forza del destino), oltre a fare il suo debutto al Colon di Buenos Aires sempre con La forza del destino.

## Discografia
CD
- Umberto Giordano, Il re e Mese Mariano (P.Ciofi, N.Rivenq, F.Panni, R.Ressa, M. Miccoli) Registrazione live, agosto 1998 Martina Franca, Festival della Valle d'Itria. Dynamic CDS 231/1-2 (1999)
- Giuseppe Verdi, Simon Boccanegra versione 1857, (V.Vitelli, A.Raspagliosi, F.E. D'Artegna, W.Mok) Registrazione live, agosto 1999 Martina Franca, Festival della Valle d'Itria. Dynamic CDS 268/1-2 (2000)
- Giacomo Meyerbeer, Robert le diable (W.Mok, P.Ciofi, A.Raspagliosi, G.Surian, A.Codeluppi)Registrazione live, agosto 2000 Martina Franca, Festival della Valle d'Itria. Dynamic CDS 368/1-3 (2000)
- Giacomo Meyerbeer, Les Huguenots (W.Mok, D.Rancatore, A.Raspagliosi, L.Grassi, S.W.Kang, S.Allegretta)Registrazione live, agosto 2002 Martina Franca, Festival della Valle d'Itria. Dynamic CDS 422/1-3 (2003)
- Giuseppe Verdi, Il corsaro (S.Michailov, M.Sburlati, A.Damato, R.Bruson)Registrazione live, giugno 2004 Parma, Verdi Festival. Dynamic CDS 468/1-2
- Gioachino Rossini, Bianca e Falliero (M.Bayo, D.Barcellona, F.Meli, C.Lepore)Registrazione live, agosto 2005 Pesaro, Rossini Opera Festival. Dynamic CDS 501/1-3 (2005)
- Francesco Cilea, Adriana Lecouvreur (M.Carosi, M.Alvarez, M.Cornetti, A.Antoniozzi, S. Del Savio, L.Casalin; regia L.Mariani) giugno/luglio 2009 Torino, Teatro Regio. Dynamic (2011) CDS 628/1-2

DVD
- Heinrich Marschner, Hans Heiling (M.Werba, A.C.Antonacci, H.Lippert, G.Fontana; regia P.L.Pizzi) aprile 2004 Cagliari, Teatro Lirico. Dynamic 33467/1-2
- Giuseppe Verdi, Il corsaro (S.Michailov, M.Sburlati, A.Damato, R.Bruson; regia L.Puggelli)giugno 2004 Parma, Verdi Festival. Dynamic 33468
- Giuseppe Verdi, Gala 2004 (J.Cura, L.Nucci, Z.Michailov, V.Stoyanov, R.Zanellato, A.Damato, A.Rezza) 10 ottobre 2004 Parma, Teatro Regio. Dynamic 33475
- Gioachino Rossini Bianca e Falliero (M.Bayo, D.Barcellona, F.Meli, C.Lepore; regia J.L.Martinoty)agosto 2005 Pesaro, Rossini Opera Festival. Dynamic 33501/1-2
- Gioachino Rossini La cenerentola (S.Ganassi, A.Siragusa, A.Antoniozzi, M.Vinco, S.Orfila; regia P.Curran)maggio 2006 Genova, Teatro Carlo Felice. TDK 2007
- Alberto Franchetti, Germania (C.Ventre, B.Caproni, L.Lindstrom, A.Kotchinian; regia K.Harms)ottobre 2006 Berlino, Deutsche Oper. CAPRICCIO 93518 (2007)
- Francesco Cilea, Adriana Lecouvreur (M.Carosi, M.Alvarez, M.Cornetti, A.Antoniozzi, S. Del Savio, L.Casalin; regia L.Mariani) giugno/luglio 2009 Torino, Teatro Regio. ARTHAUS MUSIK (2010)